# Jan Siwiec
Jan Siwiec (ur. 3 listopada 1891 w Wólce Brzozokalskiej, zm. 9 kwietnia 1961 w Grodzisku Mazowieckim) – polski działacz rolniczy i samorządowy, zwany „ambasadorem wsi polskiej”. Żołnierz I wojny światowej i wojny polsko-bolszewickiej, uczestnik III powstania śląskiego, poseł na Sejm II kadencji II RP, członek ruchu oporu podczas II wojny światowej.

## Życiorys
Urodził się w średniozamożnej rodzinie chłopskiej jako syn Kazimierza i Józefy z Kostrzewów. Uczęszczał do gimnazjum w Grodzisku Mazowieckim i następnie działał w założonym przez światłych ziemian Okręgowym Towarzystwie Rolniczym.
W 1912 odbywał służbę wojskową w armii rosyjskiej w 28. Brygadzie Artylerii. W 1915 – podczas I wojny światowej – został zmobilizowany jako chorąży, pełnił funkcję komendanta szpitala polowego. W tym czasie współpracował z Polską Organizacją Wojskową. W 1919 – już po odzyskaniu przez Polskę niepodległości – pracował jako instruktor rolny i studiował w Wolnej Wszechnicy Polskiej w Warszawie. Po wybuchu wojny polsko-bolszewickiej jako ochotnik wstąpił w 1920 do Wojska Polskiego i w stopniu podporucznika walczył w obronie Twierdzy Modlin w 18 pułku artylerii ciężkiej.
W 1921, również jako ochotnik, został wysłany do III powstania śląskiego, za udział w którym otrzymał Krzyż na Śląskiej Wstędze Waleczności i Zasługi.
Powróciwszy do działalności cywilnej, w 1922 objął stanowisko redaktora naczelnego „Rolnika Suwalskiego”. Następnie – z ramienia Centralnego Związku Kółek i Organizacji Rolniczych – organizował kółka rolnicze na Pomorzu Gdańskim. W marcu 1928 został posłem do Sejmu RP z okręgu XII (Grodzisk Mazowiecki, Błonie, Grójec, Rawa Mazowiecka), reprezentując BBWR. W 1930 pracował jako redaktor „Przewodnika Gospodarskiego”, a w 1933 został wiceprezesem Warszawskiej Izby Rolniczej. Trzy lata później, we Lwowie, wybrano go na wiceprezesa Związku Powiatów Rzeczypospolitej Polskiej. W 1938 został p.o. prezesa, a od 1939 – prezesem Związku Powiatów RP. Od 1937 był jednocześnie prezesem Giełdy Mięsnej w Warszawie. W 1938 został odznaczony Złotym Krzyżem Zasługi RP przez prezydenta Ignacego Mościckiego.
W latach 1939–1945 aktywnie uczestniczył w konspiracji, działając w Delegaturze Rządu na Kraj. Jednocześnie działał w Radzie Głównej Opiekuńczej w Grodzisku Mazowieckim. W jego gospodarstwie w Wólce Brzozokalskiej (Adamów) został przyjęty i ukryty zrzut spadochronowy z cichociemnymi w ramach operacji „Neon 4”. Zdekonspirowany w 1943, wraz z rodziną ukrywał się do 1944. W powstaniu warszawskim w Zgrupowaniu „Kryska”, 1 sierpnia, zaginął w walce, podczas ataku na koszary SS w Domu Akademiczek, jego starszy syn, Antoni, podchorąży „Moszyński”.
W 1946 otrzymał Śląski Krzyż Powstańczy. W latach 1947–1948 pracował w Centrali Przemysłu Uzdrowiskowego. Jednakże od 1948 był konsekwentnie eliminowany z życia publicznego przez władze komunistyczne jako „sługus imperializmu”. W latach 1952–1955 jego młodszy syn, Andrzej, aresztowany przez Urząd Bezpieczeństwa, odbywał wyrok więzienia za działalność konspiracyjną.
W 1957 w ramach popaździernikowej odwilży Siwiec został prezesem Związku Plantatorów Roślin Oleistych. W 1959 otrzymał Krzyż Zasługi PRL i został wybrany do zarządu Centralnego Związku Kółek Rolniczych. Aktywnie działał na terenie powiatu grodziskiego, będąc członkiem Powiatowej Komisji Planowania PRN. Był także członkiem zarządu PTTK w Grodzisku Mazowieckim. Prowadził akcje zalesiania i zadrzewiania kraju.
Zmarł w Grodzisku Mazowieckim. Został pochowany na cmentarzu parafialnym w Kuklówce.

## Miłośnik ogrodów
Jan Siwiec był miłośnikiem i propagatorem zadrzewiania kraju. Z jego inicjatywy w okresie przedwojennym i powojennym wykonano wiele nasadzeń publicznych. Z zachowanych częściowo do dzisiaj warto wymienić szpaler wieloodmianowych lip wzdłuż drogi powiatowej nr 579. Chcąc zmienić otoczenie swojego skromnego domostwa w Wólce Brzozokalskiej, Jan Siwiec w latach 20. założył ogród, który z upływem lat nabrał charakteru parkowego. Ogród powstał w miejscu, gdzie zachowały się drzewa-ostańce z wyciętej Puszczy Jaktorowskiej. Do najbardziej okazałych z nich zaliczyć należy pomnikowy dąb "Maciej", pod którym przesiadywał malarz Józef Chełmoński. Jednak za pierwsze celowe nasadzenia w ogrodzie, jakich dokonał Jan Siwiec już około 1905 roku, należy przyjąć lipy drobnolistne wzdłuż przylegającej do siedliska drogi. W ogrodzie są krzewy i drzewa posadzone w 1930 r., będące darem od Prezydenta Ignacego Mościckiego. W archiwum rodzinnym do dziś przechowywany jest dokument przekazania drzewek, wystawiony przez Zarząd Rezydencji Prezydenta Rzeczypospolitej w Spale. Ogród Jana Siwca istnieje do dzisiaj, pielęgnowany przez jego potomków.
Z ogrodem Jana Siwca bardzo emocjonalnie był związany poeta i malarz Kazimierz Szemioth, który wielokrotnie od swej młodości bywał w Wólce Brzozokalskiej. Po jednym z pobytów w 1983, po dłuższej nieobecności, napisał wiersz:

Na piasku podziw wypisałem.

Czyś to odnalazł? Któż to wie?

Dom był otwarty- pusty cały

W dzisiejszych czasach jest to złe!

Powtórnie wchodzę - stukam, biegam

I wreszcie Pani mnie dostrzega;

Powiadam: "swój" ja znam te wieś

Trzydzieści lat błądziłem gdzieś,

A teraz do Andrzeja Siwca

Strudzony życiem wracam znów,

Do jego dębów, dolin; tu

wiatr gra na sosnach jak na skrzypcach;

Tu Ojciec jego medytował,

Tum słyszał mądre ludzkie słowa.

## Odznaczenia
- 1921 Krzyż na Śląskiej Wstędze Waleczności i Zasługi
- 1938 Złoty Krzyż Zasługi RP
- 1946 Śląski Krzyż Powstańczy
- 1959 Złoty Krzyż Zasługi PRL